# یاساچنایا
یاساچنایا (به لاتین: Yasachnaya) یک رود در روسیه است که در یاقوتستان واقع شده‌است.